# 安山常緑警察署
安山常緑警察署（アンサンサンノクけいさつしょ）は、京畿地方警察庁所管の警察署である。

## 管轄区域
- 安山市のうち常緑区

## 沿革
- 2006年11月21日 - 開署。これに伴い安山警察署が管轄していた常緑区内にある派出所を編入。

## 管轄地区隊
- 四洞地区隊
- 本五地区隊

## 管轄派出所
- 半月派出所
- 一洞派出所
- 本五1派出所
- 秀岩派出所
- 声浦派出所
- 月陂派出所
- 釜谷派出所